# Karaburun, Gölbaşı
Karaburun là một xã thuộc huyện Gölbaşı, tỉnh Adıyaman, Thổ Nhĩ Kỳ. Dân số thời điểm năm 2011 là 1.111 người.